# 代蓬錫芬河
51°5′22.2″N 7°35′17.1″E / 51.089500°N 7.588083°E
代蓬錫芬河（德語：Deipensiefen），是德國的河流，位於該國西部，流經北萊茵-威斯特法倫州，屬於伍珀河的左支流，河道全長0.5公里，河口處在馬林海德附近。